# Gliese 105
Gliese 105 è un sistema multiplo  situato a 23,5 anni luce di distanza dal Sistema solare, nella costellazione della Balena, a nord-ovest di Mira Ceti. Il sistema, visibile ad occhio nudo dalla Terra, è conosciuto anche come HR 753.

## Sistema stellare
La componente principale, Gliese 105 A, è una stella di classe spettrale K3-V (Nana arancione), ha l'81% della massa solare, l'85% del diametro del Sole e il 21% della sua luminosità, con una magnitudine apparente di +5,82.
Le componenti B e C sono entrambe nane rosse.
Gliese 105 B (LHS 16) è una nana rossa di tipo M3.5Vn con una luminosità di un millesimo della luminosità solare. Si tratta di una variabile BY Draconis e riceve la designazione delle stelle variabili BX Ceti. Orbita attorno alla coppia A-C in 37.000 anni, ad una distanza di circa 1200 UA.
Il sistema si completa con la terza componente, Gliese 105 C, che orbita intorno a Gliese 105 A in un periodo di 61 anni, ad una distanza media di 24 UA. È una tenue nana rossa di tipo spettrale M7V il cui diametro non deve essere molto superiore a quello di Giove, con una temperatura superficiale di 2600 K. È una delle stelle della sequenza principale più fredde che si conoscano, con una massa appena sufficiente ad innescare i processi di fusione nucleare (0,082 M⊙.